# Aquita tactalis
Aquita tactalis är en fjärilsart som beskrevs av Walker 1863. Aquita tactalis ingår i släktet Aquita och familjen trågspinnare. Inga underarter finns listade i Catalogue of Life.